# Pseudochromis olivaceus
Pseudochromis olivaceus är en fiskart som beskrevs av Rüppell, 1835. Pseudochromis olivaceus ingår i släktet Pseudochromis och familjen Pseudochromidae. Inga underarter finns listade i Catalogue of Life.